# Philippe Paumelle
Philippe Paumelle (14 octobre 1923, Rouen - 23 juillet 1974, Espagne) est un psychiatre français. Il a participé à la création de l'ASM13, qu'il a dirigée jusqu'à sa mort. 

## Biographie
Il fait ses études de médecine à Rouen et à Paris, et soutient en 1952, sa thèse de doctorat, intitulée Essais de traitement collectif du quartier d'agités. Il est interne dans le service de Georges Daumezon, où il se forma à la psychothérapie institutionnelle. Il est influencé par François Tosquelles à Saint-Alban et par Lucien Bonnafé. En 1951 il suggère à la revue Esprit de consacrer un numéro à la psychiatrie. Il y écrit un article intitulé « Qui sommes nous ? » sous le pseudonyme de Philippe Langlade, où il dénonce la maltraitance dont sont victimes certains malades internés. Il est l'un des premiers à parler des «40 000 malades morts de faim pendant la deuxième guerre».
En 1954, il rencontre à Paris les psychanalystes Serge Lebovici, René Diatkine et Paul-Claude Racamier avec lesquels il tente de mettre en place des psychothérapies analytiques pour les enfants. Il quitte ainsi la psychiatrie hospitalière estimant qu'une « psychothérapie est impossible dans un service où les médecins ne maîtrisent pas leur outil de soin ».
Le 27 mars 1958 est fondée l'Association de santé mentale et de lutte contre l'alcoolisme dans le XIIIe arrondissement de Paris (ASM13). Il s'agissait avant tout de déstigmatiser la maladie mentale et promouvoir des solutions thérapeutiques non-hospitalières.

## Publications
- Essais de traitement collectif du quartier d'agités,  Rennes, éditions ENSP, 1999
- L'organisation du travail d'équipe dans le 13e arrondissement de Paris, Paris, Association de santé mentale du 13e arrondissement, 1966